# Mafia (jogo eletrônico)
Mafia é um jogo eletrônico de ação-aventura desenvolvido pela Illusion Softworks e publicado pela Gathering of Developers. O jogo foi lançado para o Microsoft Windows em agosto de 2002, e posteriormente portado para o PlayStation 2 e Xbox em 2004. É o primeiro título da série Mafia. Situado na cidade fictícia de Lost Heaven durante os anos 1930, a história segue a ascensão e queda do taxista Tommy Angelo que se tornou um mafioso dentro da criminosa família Salieri.
Mafia recebeu críticas positivas para a versão para Windows, com os críticos elogiando o jogo por sua história e realismo, enquanto as versões para PlayStation 2 e Xbox receberam críticas mistas. Uma sequência, Mafia II desenvolvido pela 2K Czech, foi lançada em 23 de agosto de 2010. Um terceiro título, Mafia III desenvolvido pela Hangar 13, foi lançado em 7 de outubro de 2016. Um remake, intitulado Mafia: Definitive Edition, também desenvolvido pela Hangar 13, foi anunciado em maio de 2020 e lançado em 25 de setembro de 2020.

## Jogabilidade

O jogador controla o personagem de Thomas Angelo de uma perspectiva de terceira pessoa. Ele pode se mover livremente, usando carros ou transporte público.

A jogabilidade de Mafia consiste em dirigir, principalmente em cruzeiros fáceis pela cidade entre locais diferentes, bem como perseguições e corridas; o resto do jogo é baseado em terceira pessoa navegação a pé e tiros - todos interconectados com cenas. Além da cidade e do campo, estão incluídos interiores detalhados como o aeroporto da cidade, um museu, uma igreja, um hotel, uma prisão abandonada, restaurantes e o bar Don Salieri. Mudanças climáticas e ciclos diurnos/noturnos estão em uso, embora ao contrário de Grand Theft Auto, as missões acontecem em um horário definido e o clima é fixo durante a duração do nível.
51 carros clássicos americanos pela cidade podem ser dirigidos em Mafia, mais 19 carros bônus (5 dos quais são modelos de corrida) desbloqueáveis após o modo principal e a abertura de um novo modo de jogo. Os carros são introduzidos periodicamente - no início do jogo, os modelos do início dos anos 1920 dirigem nas ruas da cidade, enquanto os modelos do início dos anos 1930 começam a aparecer em estágios posteriores do jogo. Todos os veículos são baseados em carros do mundo real da época, embora renomeados e redesenhados devido a questões de direitos autorais.
A polícia agarra os jogadores por infrações menores, como excesso de velocidade ou ultrapassagem do sinal vermelho, e acidentes de carro causam danos físicos ao jogador que dirige. Embora outras formas de transporte estejam disponíveis, como bondes e metrôs, eles só podem ser montados e não dirigidos pelo jogador.
Mafia é conhecido por ter uma física de danos abrangente em quase todos os veículos, chegando mesmo a fazer uso de deformação em tempo real, em comparação com veículos em outros jogos que usam modelos de danos pré-fabricados. Embora substancialmente mais robustos do que suas contrapartes reais, os veículos menores e mais fracos suportam menos abusos antes de quebrar e finalmente explodir do que os grandes veículos blindados. Mais realismo é adicionado aqui em comparação com outros jogos do mesmo gênero, como a capacidade de perfurar o tanque de combustível, superaquecer o motor e a capacidade de quebrar as engrenagens da transmissão. Muitos componentes externos (como janelas, pneus, faróis e pára-choques) podem ser removidos da maioria dos veículos com meios físicos, como dirigir em colisões, bater com armas sem corte (punhos, taco de beisebol), bem como disparar armas contra eles.
Ao terminar o enredo principal desbloqueia o modo "Freeride Extreme", que é essencialmente o mesmo que Freeride, mas com o benefício adicional de acrobacias, missões paralelas e a falta de patrulhas policiais. As missões secundárias neste modo variam do trivial, como carregar pacotes ou matar gângsteres, ao extremo e às vezes estranho, como perseguir uma nave alienígena ou dirigir um caminhão equipado com explosivos em uma determinada velocidade.

### Sistema de crimes
O departamento de polícia em Lost Heaven mantém as várias leis que foram estabelecidas. Quando essas leis são violadas em vista da polícia, eles vão responder acusando o jogador de infrações que podem ser "menores" ou "graves" (semelhantes à série Grand Theft Auto com o Sistema de "Procurado"). Crimes menores (como excesso de velocidade em um veículo ou semáforo vermelho) resultarão na multa do jogador (-$1.000 no modo Freeride, sem valor monetário no modo de campanha) e crimes graves (como agressão física ou visibilidade de arma) pode levar à prisão do jogador pela primeira infração ou a um tiroteio com a polícia. Uma série de quatro infrações menores sucessivas é qualificada como um crime "grave". A força policial aumenta com a severidade do desrespeito da lei por parte do jogador a um ponto em que a polícia, agora bem armada, faz bloqueios com tiras de pneus na tentativa de derrotar o jogador enquanto atira por trás de seus carros.
Certos atos que chamariam a atenção da polícia na vida real não acontecem no jogo, como dirigir na calçada ou do lado errado da estrada. A polícia de IA não reconhece violações de IA de computador. No freeride, a polícia irá ignorar ações violentas contra o jogador. Certos motoristas no jogo irão resistir com violência se o jogador tentar um roubo de carro. A IA desses motoristas não diferencia entre o jogador e os policiais em perseguição ativa, e os motoristas atacarão os policiais se estiverem mais próximos do que o jogador. A polícia não tomará medidas defensivas contra o motorista e, se o jogador ficar fora de alcance, será eventualmente morto pelo motorista.

## Sinopse

### Cenário

Mapa de Lost Heaven.

Mafia ocorre dentro da cidade fictícia dos Estados Unidos chamada Lost Heaven, durante os anos finais da Lei Seca na década de 1930. A cidade está situada no estado de Illinois (a presença de Newark, Hoboken e Downtown lembram Hudson County NJ), com um rio que a divide em três distritos: West Side, que consiste em edifícios industriais, o porto principal e  comunidades residenciais habitadas por imigrantes chineses e italianos; Ilha Central, composta pelo distrito comercial da cidade e prédios municipais; e East Side, que consiste em subúrbios residenciais e favelas, um bairro movimentado no centro da cidade, o arsenal e o estádio local da cidade. A cidade possui paisagens circundantes que consistem em uma barragem hidrelétrica, aeroporto internacional e um circuito de corrida. A história principal do jogo envolve duas grandes famílias da máfia - a família Salieri e a família Morello - que lutam pelo controle das atividades criminosas da cidade após a morte de uma terceira família da máfia. Ao lado dos dois grupos, a cidade também apresenta uma variedade de gangues de rua menores.
Grande parte do design da cidade, incluindo estilos arquitetônicos, transporte público e pontos de referência, são inspirados em cidades americanas da vida real do período, incluindo Nova Iorque, Chicago e Los Angeles. Embora seja principalmente inspirado em Chicago devido à localização da infraestrutura. O tamanho total do cenário abrange cerca de 12 quilômetros quadrados.

### Enredo
Em 1930, o empobrecido taxista Thomas "Tommy" Angelo é fortemente abordado por dois membros da criminosa família Salieri - Paulie e Sam - para ajudá-los a escapar de uma emboscada da família rival Morello. Tommy é recompensado por sua ajuda e oferece um cargo na organização de Don Salieri, que ele é forçado a aceitar no dia seguinte, quando dois gangsters de Morello o localizam e destroem seu táxi em um ato de vingança. Tommy é bem-vindo à família Salieri e começa a ajudar a conduzir suas atividades criminosas em Lost Heaven, supervisionado pelo fiel consigliere Frank Colletti de Salieri. Tommy rapidamente faz amizade com Sam e Paulie enquanto eles realizam vários trabalhos juntos, enquanto ganha o respeito de Salieri por acabar com as tentativas de Don Morello de interferir em seus negócios.
Em 1932, Tommy começa um relacionamento com Sarah, filha do barman de Salieri, depois de protegê-la de uma gangue de bandidos de rua. Sob as ordens de Salieri, Tommy e Paulie retaliam contra a gangue, mas rapidamente descobrem que seu líder, a quem Paulie matou, era filho de um vereador corrupto, que jura vingança. Mais tarde, Tommy é condenado a destruir um bordel por mudar sua lealdade para Morello, e matar um informante que trabalhava lá. Descobrindo que eles são, a amiga de Sarah, Michelle, que precisava de dinheiro para pagar os cuidados médicos de seu irmão, Tommy começa a questionar sua moralidade e deixa Michelle ir. Mais tarde, ele encobre suas ações e ajuda Sam em um golpe contra uma testemunha do assassinato do filho do vereador.
Em 1933, Morello começa a usar policiais corruptos para emboscar as operações de Salieri e ganha o apoio do vereador. Após uma emboscada em uma operação de contrabando, Salieri descobre que Frank estava fornecendo informações sobre suas atividades de lavagem de dinheiro às autoridades e relutantemente ordena que Tommy o mate. Ao descobrir que foi forçado a fazê-lo para a segurança de sua família, Tommy permite que Frank deixe o país com sua família e novamente encobre suas ações, antes de recuperar as evidências contra Salieri. Mais tarde, Tommy se casou com Sarah e começou uma família com ela.
Em 1935, as famílias Salieri e Morello começaram a se mover em novas atividades criminosas após o fim da Lei Seca. Ao saber que Salieri está fazendo movimentos para obter controle sobre a aplicação da lei, Morello tenta matá-lo. Depois que Tommy o salva, Salieri declara guerra aberta contra seu rival. Tommy ajuda a enfraquecer a posição de Morello ao assassinar o vereador, para reduzir o controle de Morello sobre a aplicação da lei e a política da cidade, e o irmão de Morello, Sergio, para reduzir seu controle sobre os sindicatos portuários. A guerra finalmente chega ao fim depois que Tommy, Sam e Paulie matam o próprio Morello enquanto ele estava fugindo para o campo.
Em 1938, a família Salieri está no controle total das atividades criminosas de Lost Heaven e está eliminando implacavelmente qualquer um que se oponha a eles. Quando Tommy, Paulie e Sam concordam em recuperar um carregamento de charutos apreendidos, que dizem que também contém diamantes, eles ficam chocados ao descobrir um estoque de drogas escondido entre eles. Percebendo que Salieri sabia sobre as drogas e mentiu para eles, Tommy e Paulie decidiram roubar um banco sem contar a Salieri. Embora o trabalho seja um sucesso, Tommy encontra Paulie morto em seu apartamento no dia seguinte e o dinheiro roubado desaparecido. Quando ele se encontra com Sam para discutir o assunto, ele rapidamente descobre que Salieri ordenou que ele matasse Tommy e Paulie por terem agido pelas costas, e que Michelle e Frank foram assassinados pelos homens de Salieri depois que os acobertamentos anteriores de Tommy foram expostos. Tommy sobrevive à emboscada de Sam e consegue matá-lo, mas é forçado a se esconder com sua família. Temendo pela segurança deles, ele eventualmente contata o Detetive Norman para obter ajuda. Depois de contar sua história para ele, Tommy se oferece para testemunhar contra a família Salieri em troca de uma redução na pena de prisão e proteção para sua família. Norman concorda com o pedido, e a investigação resultante e os julgamentos da multidão levam a maior parte da família Salieri, incluindo Don Salieri, a ser condenada e sentenciada.
Depois de cumprir oito anos na prisão, Tommy se reencontra com sua família, pois todos são colocados sob proteção à testemunha e são realocados em Empire Bay. Eles vivem uma vida pacífica até 1951, quando o passado de Tommy o alcança e dois homens o matam em seu gramado em nome de Salieri. O jogo termina com um monólogo narrado por Tommy, explicando como o mundo realmente funciona e lamentando como ele e seus amigos só queriam uma vida boa, mas acabaram sem nada; ele conclui que é importante manter o equilíbrio em tudo.

## Personagens
| 2002                             | 2020               |                     |
| Dublador                         |                    |                     |
| Thomas "Tommy" Angelo            | Michael Sorvino    | Andrew Bongiorno    |
| Vittorio Antonio "Vito" Scaletta | Bill Buell         | Rick Pasqualone     |
| Joseph "Joe" Barbaro             | Personagem Anônimo | Personagem Anônimo  |
| Don Ennio Salieri                | George DiCenzo     | Glenn Taranto       |
| Paulie Lombardo                  | William DeMeo      | Jeremy Luke         |
| Sam Trapani                      | Matt Servitto      | Don DiPetta         |
| Francis "Frank" Colletti         | Dan Grimaldi       | Steven J. Oliver    |
| Detetive Norman                  | David O'Brien      | Dameon Clarke       |
| Sarah Angelo                     | Cara Bouno         | Bella Popa          |
| Vincenzo Ricci                   | John Tormey        | Paul Tassone        |
| Ralph                            | Jeff Gurner        | Ward Roberts        |
| Luigi Marino                     | Paul Scannapieco   | Robert Catrini      |
| Don Marcu Morello                | John Doman         | Saul Stein          |
| Sergio Morello Jr.               | Renaud Sebbane     | Matt Borlenghi      |
| Lucas Bertone                    | Jeff Gurner        | Tommy Beck          |
| Vereador Roberto Ghilotti        |                    | Paul Ghiringhelli   |
| Lou                              |                    | Kenny Lorenzetti    |
| Dino                             |                    | Anthony Bonaventura |
| Joey Cracker                     |                    | Guy Nardulli        |
| Billy Ghilotti                   |                    | Jarrett Sleeper     |
| Johnny                           |                    | Jason Kyle          |
| Michelle                         | Laura Maxwell      | Maggie McGovern     |
| Salvatore                        |                    | Jordi Caballero     |
| William Gates                    |                    | Myko Olivier        |
| Carlo                            |                    | Joe Chambrello      |

1. ↑  Conhecido durante o pré-lançamento como Mafia: The City of Lost Heaven
2. ↑  Dublador da versão remake de 2020.

## Trilha Sonora
A trilha sonora do jogo apresenta Django Reinhardt e a Hot Club de France, The Mills Brothers, Louis Armstrong, Louis Prima, Lonnie Johnson, Latcho Drom e uma faixa por Louis Jordan e sua Tympany Five. A música tema de Mafia junto com a trilha sonora instrumental original, foi composta por Vladimír Šimůnek e tocada pela Orquestra Sinfônica da Boêmia regida por Adam Klemens. A música de encerramento é um cover da canção Lake of Fire, cantada pelos Lordz of Brooklyn. O último verso da música traz um arranjo musical da música tema dos filmes do Poderoso Chefão.

## Desenvolvimento
O jogo estava em desenvolvimento desde o final de 1998. Seu codinome era Gangster e originalmente pretendia ser um jogo de direção semelhante a Driver. Os modos multijogadores também foram planejados e anunciados durante o desenvolvimento, mas foram eventualmente cortados no lançamento final. A data de lançamento foi agendada para 2000. A Illusion Softworks inicialmente utilizou o mecanismo usado em Hidden and Dangerous, mas foi substituído por LS3D porque o mecanismo anterior não atendia aos requisitos do desenvolvedor. Devido à mudança do motor, o jogo foi lançado dois anos depois do planejado.
Mafia foi adaptado para PlayStation 2 e Xbox em 2004. A Illusion não estava envolvida na portabilidade do jogo. Alguns dos recursos da versão para PC não existem na adaptação de consoles, como patrulhas policiais pela cidade, em Free Ride, alguns aspectos do realismo e gráficos do jogo.
A versão italiana do jogo para PC apresenta ilustrações alternativas.
Mafia: Special Edition, lançado exclusivamente para o mercado alemão foi limitado a 5.000 exemplares. Incluía o jogo básico, o guia de estratégia oficial da Prima, uma cópia do mapa de Lost Heaven, um pôster, uma caneta esferográfica, um bloco de notas, um cartão postal e uma folha de adesivos.

### Desenvolvimento da história e tema
"[À medida que] cavava mais fundo, comecei a ver esses homens como pessoas que não querem obedecer às regras e preferem definir as suas próprias. Eu queria contar a história completa de um gangster - como alguém se juntou à Máfia quando jovem, sobe quase até o topo e depois desce até o fundo."

— Vavra ao escrever Mafia.
As inspirações cinematográficas originais de Mafia foram de filmes como Goodfellas e O Poderoso Chefão, visando um tom mais sério e maduro para o jogo. Querendo criar um enredo rico, o diretor Daniel Vavra tentou misturar drama, ação e humor para aumentar o realismo do jogo. A equipe de desenvolvimento, originalmente, pretendia colocar o jogador no papel de um policial enfrentando a Máfia; isso foi revertido quando Daniel Vavra se encarregou de escrever o roteiro do jogo.

### Relançamento
Mafia foi disponibilizado para download digital via Steam em 7 de setembro de 2010, sob o rótulo da 2K, mas foi descontinuado em 2012. Um GDD - relançamento gratuito de Mafia foi lançado em GOG.com em 2017, além de ter sido reintegrado no Steam. O relançamento de 2017 está essencialmente inalterado em relação ao jogo original, embora falte a trilha sonora devido a problemas de licenciamento.

## Recepção
Mafia foi bem recebido pelos críticos e jogadores após o lançamento como mais realista e sério do que um jogo estilo Grand Theft Auto normal. Mafia contém uma cidade muito maior para explorar do que a maioria dos jogos eletrônicos da época, com várias formas de transporte disponíveis, além de um campo extenso. Dan Adams da IGN deu ao jogo uma classificação de 9.2/10, enquanto a GameSpot descreveu a versão para PC como "um dos melhores jogos do ano" e avaliou-a em 9.3/10. A Game Informer comparou-o favoravelmente com Grand Theft Auto III, e escreveu que "desde a cidade viva em que você reside, até os veículos incrivelmente realistas, este título tem o coração e alma de um blockbuster."
Enquanto o jogo original para PC recebeu aclamação generalizada, as versões para PlayStation 2 e Xbox foram consideradas inferiores por muitos críticos e receberam pontuações mais baixas como resultado. Na República Tcheca, país de onde vêm os desenvolvedores do jogo, o jogo recebeu aclamação universal tanto da crítica quanto dos jogadores. Mafia foi eleito o melhor jogo eletrônico desenvolvido na República Tcheca e na Eslováquia em uma pesquisa do servidor tcheco BonusWeb, quando recebeu 3866 votos em 13.143, já que cada leitor podia escolher três jogos para votar.

### Vendas e prêmios
Mafia ganhou o prêmio anual da GameSpot de "Melhor Música" entre os jogos de computador e foi indicado nas categorias como "Melhor Jogo de Ação para Um Jogador no PC", "Maior Surpresa", "Melhor Som", "Melhores Gráficos (Técnico)", "Melhores Gráficos (Artísticos)", "Melhor História" e "Jogo do Ano".
De acordo com a Take-Two Interactive, Mafia vendeu 2 milhões de cópias em 12 de março de 2008. Sua versão para computador recebeu um prêmio de vendas "Prata" da Entertainment and Leisure Software Publishers Association (ELSPA), indicando vendas de pelo menos 100.000 cópias no Reino Unido; e uma certificação "Ouro" da Verband der Unterhaltungssoftware Deutschland (VUD), para vendas de pelo menos 100.000 unidades na Alemanha, Áustria e Suíça.

## Sequências
Uma sequência, Mafia II, foi anunciada em 22 de agosto de 2007. O jogo foi lançado para Microsoft Windows, PlayStation 3 e Xbox 360 em 24 de agosto de 2010. A terceira parcela, Mafia III, foi anunciada em 28 de julho de 2015 e lançada em 7 de outubro de 2016.

## Mafia: Definitive Edition
Em 13 de maio de 2020, um remake completo de Mafia foi anunciado pela 2K Games, intitulado Mafia: Definitive Edition. O remake foi o foco principal da coleção Mafia: Trilogy, que também apresenta uma versão remasterizada de Mafia II e uma versão de Mafia III composta com seus pacotes de história adicionais, todos desenvolvidos pela Hangar 13. O Mafia foi reconstruído do zero, com os desenvolvedores se concentrando em expandir o enredo, alterando o cenário para fornecer um novo visual a Lost Heaven, fazendo uma grande revisão da jogabilidade (incluindo a introdução de motocicletas) e criando uma nova "trilha original". Mafia: Definitive Edition foi lançado em 25 de setembro de 2020, para Xbox One, PlayStation 4 e Microsoft Windows, tanto individualmente quanto como parte do Mafia: Trilogy. O remake recebeu críticas geralmente positivas.